# Walter Norris Congreve
Walter Norris Congreve, né le 20 novembre 1862 et mort le 28 février 1927, est un officier de l'armée britannique. Il participe à la seconde guerre des Boers. Au cours de ce conflit, il reçoit à 37 ans la Croix de Victoria, la récompense la plus prestigieuse pour bravoure face à l'ennemi attribuée aux forces britanniques et du Commonwealth. Il participe également à la Première Guerre mondiale à la tête du 13e corps d'armée lors de la bataille de la Somme. Il prend ensuite le commandement du 7e corps d'armée. À la fin de la guerre, il est nommé commandant des Forces expéditionnaires égyptiennes puis commandant en chef du commandement Sud. Il devient ensuite gouverneur de Malte jusqu'à sa mort.

## Biographie

### Premières années
Walter Norris Congreve est né le 20 novembre 1862 à Chatham. Il est le fils de William et de Fanny E. Congreve de l'église du château à Stafford. Il étudie à l'école de Twyford, à Harrow School et au Pembroke College à Oxford. Il épouse Cécile Henriette Dolores Blount La Touche le 18 mai 1890 dans l'Église de Saint-Jude dans le South Kensington.

### Bataille de Colenso
Le 15 décembre 1899 à la bataille de Colenso durant la seconde guerre des Boers, le capitaine Congreve avec plusieurs hommes, tentent de sauver les canons des 14e et 66e Batteries de la Royal Field Artillery (en) quand les servants des canons ont été touchés ou chassés de leurs armes. Les chevaux et les conducteurs trouvent refuge dans un ravin à environ 500 mètres derrière les canons. L'espace séparant les canons du ravin est balayé par les obus et les tirs de fusils. Le capitaine Congreve, accompagné de Frederick Hugh Sherston Roberts et Harry Norton Schofield et de l'infirmier le caporal George Edward récupère deux canons. Ces quatre hommes reçoivent la Croix de Victoria pour cette action. (la famille de FSH Roberts ainsi que la famille Congreve sont deux des familles où le père et le fils ont reçu la Croix de Victoria). Ensuite, bien que blessé lui-même, Congreve voit l'un des officiers blessé, il revient avec le major William Babtie récupéré le blessé. Avec cette action le major Babtie reçoit également la croix de Victoria. Sa citation est la suivante :
« Lors de la Bataille de Colenso le 15 décembre 1899, les détachements desservant les canons des 14e et 66e Batteries de la Royal Field Artillery sont tous tués, blessés ou chassés de leurs canons par des tirs d'infanterie. Les canons sont abandonnés. Un canyon situé à environ 500 mètres derrière les canons accueille quelques chevaux et les conducteurs encore en vie. L'espace intermédiaire est balayé par les obus et les tirs de fusils. Le Capitaine Congreve, de la Rifle Brigade présent dans le canyon, remet en état un avant-train avec un groupe d'hommes et sort récupérer un canon. Au cours de l'opération, il est blessé et se réfugie dans le canyon. Voyant le lieutenant Roberts grièvement blessé, il sort de nouveau pour lui apporter de l'aide et le ramener dans le canyon. Lors de cette action, il est touché à la jambe au coude et à l'épaule, son cheval est tué par trois tirs. »

### Première Guerre mondiale
En mai 1915, Congreve est la tête de la 6e division, il dirige ensuite le 13e corps d'armée en novembre 1915. Comme commandant du 13e corps, le Lieutenant-Général Congreve dirige les attaques contre Longueval et contre le bois Delville entre le 14 juillet et le 3 septembre 1916. La progression rapide de son corps d'armée dans le secteur sud de l'offensive de la Somme génère une hernie sur le front où une face est orientée au nord et une face orientée à l'est du bois Delville. La prise de Longueval et du bois Delville permet d'obtenir des points d'observation pour l'artillerie et de protéger le flanc droit du front britannique. Cette prise va permettre aux Alliés d'avancer dans le nord et l'aligner leur gauche avec les positions du 13e corps de Congreve. La prise de Longueval et surtout du bois Delville par le 13e corps est l'un des affrontements les plus meurtriers de la Première Guerre mondiale tant pour les Allemands que pour les Britanniques. Au cours de la Première Guerre mondiale, Congreve est blessé et doit être amputé d'une main. Congreve devient officier général et prend le commandant du 7e corps d'armée en 1918.

### Dernières années
Congreve est promu au grade de général et anobli. Après la guerre, il devient l'officier général commandant de la Force expéditionnaire égyptien entre 1919 et 1922. Il est ensuite commandant en chef du Commandement Sud entre 1923 et 1924.
En 1924, Congreve est nommé gouverneur de Malte jusqu'au 28 février 1927 date de sa mort. À sa demande, il est inhumé en mer dans le détroit entre l'ile de Malte et l'île de Filfla. Un monument funéraire à sa mémoire est construit entre la tour de Hamrija (en) et le site mégalithique de Mnajdra. Le détroit entre Malte et Filfla est officieusement connu sous le nom « Congreve Channel » par les Britanniques, (le nom officiel est « Il-Fliegu ta Filfla »). La présence du monument de Congreve sur un lieu de culte préhistorique est considérée comme un sacrilège colonial par de nombreux Maltais. Des demandes répétées sont faites réclamant le déplacement de ce monument.
Une pierre au-dessus de la porte de « Scouts » à Floriana à La Valette porte le nom de Congreve.
Congreve est le père du major William La Touche Congreve également titulaire de la Croix de Victoria. La famille Congreve fait partie des trois familles nobles où le père et le fils ont obtenu cette distinction. Son plus jeune fils Geoffrey Cecil Congreve est nommé baronnet de Congreve dans le comté de Stafford, en juillet 1927.